# Foz do Iguaçu Futebol Clube
O Foz do Iguaçu Futebol Clube, conhecido como Azulão da Fronteira, é um clube de futebol profissional da cidade de Foz do Iguaçu, estado do Paraná. Foi fundado dia 9 de fevereiro de 1996, e suas cores são o azul e o branco. 
Manda seus jogos no Estádio do ABC, com capacidade para 6.969 torcedores (a capacidade operacional liberada conforme CNEF/CBF 2016 é de 5.000 torcedores).

## História
No Campeonato Paranaense de Futebol de 2015, o clube terminou a primeira divisão estadual como quarto colocado e assim, garantiu sua vaga na série D do Campeonato Brasileiro.[carece de fontes?]
Em 2018, no Campeonato Paranaense, terminou em 3º lugar, sendo o time com a segunda melhor campanha do campeonato. Nesse ano, também foi o Campeão Paranaense do Interior.[carece de fontes?]
Em 2019 foi rebaixado no Campeonato Paranaense.
Em janeiro de 2020, alegando problemas financeiros, pediu licença e desistiu de participar do Campeonato Paranaense da Segunda Divisão de 2020.
Voltou as competições em 2021 disputando a terceira divisão e ficando com o vice-campeonato.
Em 2022 sagrou-se campeão da Segunda Divisão Paranaense ao derrotar o Aruko Sports (atual Galo Maringá) por 1 a 0 (4 a 3 no agregado).
Em 2023 foi rebaixado no Campeonato Paranaense.
Em 2024 o azulão ficou em 8° na Segunda Divisão Paranaense, se salvando de uma queda para a terceira divisão
Em 2025, a equipe conquista novamente o acesso para a Primeira Divisão do Paranaense

## Títulos
| ESTADUAIS | ESTADUAIS                         | ESTADUAIS | ESTADUAIS  |
|           | Competição                        | Títulos   | Temporadas |
| --------- | --------------------------------- | --------- | ---------- |
|           | Paranaense - Segunda Divisão      | 1         | 2022       |
|           | Campeonato Paranaense do Interior | 1         | 2018       |

### Outras conquistas
- Campeonato Paranaense de Futebol Feminino: 2009

### Campanhas de destaque
- Campeonato Paranaense de Futebol Feminino: 2013 - 2° lugar
- Campeonato Paranaense de Futebol Feminino: 2014 - 4º lugar
- Campeonato Paranaense de Futebol: 2015 - 4º lugar
- Campeonato Paranaense de Futebol: 2018 - 3º lugar

## Futebol Feminino

### Campanhas de destaque
- Campeonato Paranaense de Futebol Feminino: 2013 - vice-campeão
- Campeonato Paranaense de Futebol Feminino: 2014 - 4º Lugar
- Campeonato Paranaense de Futebol de 2015 - 4º Lugar
- Campeonato Paranaense de Futebol de 2018 - 3º Lugar

## Rankings

### CBF
Ranking da CBF atualizado em dezembro de 2017
- Posição: 136º
- Pontuação: 408 pontos.[14]